# Epomophorus wahlbergi
Epomophorus wahlbergi е вид прилеп от семейство Плодоядни прилепи (Pteropodidae). Видът не е застрашен от изчезване.

## Разпространение и местообитание
Разпространен е в Ангола, Ботсвана, Бурунди, Габон, Демократична република Конго, Замбия, Зимбабве, Кения, Малави, Мозамбик, Руанда, Свазиленд, Сомалия, Танзания, Уганда и Южна Африка.
Обитава градски и гористи местности, пустинни области, храсталаци и савани в райони с тропически климат, при средна месечна температура около 22,4 градуса.

## Описание
На дължина достигат до 13,2 cm, а теглото им е около 93,6 g.
Продължителността им на живот е около 10,1 години. Популацията на вида е стабилна.